# Arquidiocese de Vármia
A Arquidiocese de Vármia (Archidiœcesis Varmiensis) é uma arquidiocese da Igreja Católica situada na Polônia. Seu atual arcebispo é Józef Górzyński. Sua Sé é a Catedral Basílica da Assunção da Virgem Maria e Santo André Apóstolo e sua Co-Catedral de São Tiago Apóstolo. Suas sés estão situadas em Frombork e Olsztyn. 
Possui 262 paróquias servidas por 434 padres, contando com 97,6% da população jurisdicionada batizada.

## História
A diocese de Vármia foi eregida em 24 de julho de 1243 pelo legado papal Guilherme de Módena. A primeira sé da diocese foi Braniewo. Desde 1254 foi sé sufragânea da arquidiocese de Riga.
Em 1341 a sé episcopal foi trasladada para Orneta, onde permaneceu até 1350, quando foi novamente trasferida a Lidzbark Warmiński.
Em 1457 Enea Silvio Piccolomini foi nomeado administrador apostólico da diocese de Vármia, mas foi eleito papa com o nome de Pio II.
Na época da Reforma Protestante o território de Vármia era no reino da Polônia, circundado quase completamente de territórios já da Ordem Teutônica passado ao ducado, depois Reino, da Prússia. Tornou-se, portanto, quase uma ilha católica de língua alemã em terras em absoluta maioria luterana.
Em 1795 a sé foi trasferida para Frombork.
Em 16 de julho de 1821 por efeito da bula De salute animarum do Papa Pio VII tornou-se diocese imediatamente sujeita à Santa Sé.
Em 4 de abril de 1926 cedeu uma porção de seu território a vantagem da ereção da Prelazia Territorial de Klaipėda, que em 1991 é agregada à diocese de Telšiai.
Em 13 de agosto de 1930 em virtude da bula Pastoralis officii nostri do Papa Pio XI tornou-se parte da província eclesiástica de Breslavia.
Depois de 1945 os alemães que viviam na diocese foram transferidos para a Alemanha Ocidental, e entre eles muitos canônicos que se riuniram a Werl, uma cidade da Renânia do Norte-Vestfália. Os alemães emigrantes tinha o seu próprio vigário capitular em 1972. Enquanto isso, na terra de origem o governo eclesiástico estava confiado a outra diocese por meio de vigários capitulares ou administradores apostólicos. 
Esta situação anormal tentou se remediar em 28 de junho de 1972 pela bula Episcoporum Poloniae coetus do Papa Paulo VI que concedia aos imigrantes alemães um visitador apostólico e em bispo da Alemanha.
Em 25 de março de 1992, na sequência da reorganização das dioceses polonesas por vontade do Papa João Paulo II com a bula Totus tuus Poloniae populus, cedeu porções del seu território a vantagem da ereção de diocese de Elbląg e de Ełk e é elevada ao posto de arquidiocese metropolitana.

## Prelados
Administração local:

### Bispos
- Anzelm, O.T. † (1250 - 1278)
- Henryk Fleming † (1279 - 1300)
- Eberhard z Nysy † (1301 - 1326)
- Jordan † (1327 - 1328)
- Henryk Wogenap † (1329 - 1334)
  - Sede vacante (1334-1337)
- Herman z Pragi † (1337 - 1349)
- Jan z Miśni † (1350 - 1355)
- Jan Stryprock † (1355 - 1373)
- Henryk Sorbom † (1373 - 1401)
- Henryk Vogelsang † (1401 - 1415)
- Jan Abezier † (1417 - 1424)
- Franciszek Kuhschmalz † (1424 - 1457)
  - Enea Silvio Piccolomini † (1457 - 1458[2]) (administrador apostólico)
  - Paweł Legendorf † (1458 - 1461) (administrador apostólico)
- Paweł Legendorf † (1461 - 1467)
- Mikołaj Tungen † (1468 - 1489)
- Łukasz Watzenrode † (1489 - 1512)
- Fabian Luzjański † (1512 - 1523)
- Maurycy Ferber † (1523 - 1537)
- Jan Dantyszek † (1538 - 1548)
- Tiedeman Giese † (1549 - 1550)
- Stanisław Hozjusz † (1551 - 1579)
- Marcin Kromer † (1579 - 1589)
- Andrew Báthory † (1589 - 1599)
- Piotr Tylicki † (1600 - 1604)
- Szymon Rudnicki † (1605 - 1621)
- Jan Olbracht Waza, S.J. † (1621 - 1632)
- Mikołaj Szyszkowski † (1633 - 1643)
- Jan Karol Konopacki † (1643 - 1643)
- Wacław Leszczyński † (1644 - 1659)
- Jan Stefan Wydżga † (1659 - 1679)
- Augustyn Michał Stefan Radziejowski † (1680 - 1688)
- Jan Stanisław Zbąski † (1688 - 1697)
- Andrzej Chryzostom Załuski † (1699 - 1711)
- Teodor Andrzej Potocki † (1712 - 1723)
- Krzysztof Andrzej Jan Szembek † (1724 - 1740)
- Adam Stanisław Grabowski † (1741 - 1766)
- Ignacy Błażej Franciszek Krasicki † (1766 - 1795)
- Johann Karl von Hohenzollern-Hechingen † (1795 - 1803)
  - Sede vacante (1803-1817)
- Joseph Prinz von Hohenzollern-Hechingen † (1817 - 1836)
- Andreas Stanislaus von Hattynski (Hatten) † (1837 - 1841)
- Joseph Ambrosius Geritz † (1842 - 1867)
- Philipp Krementz † (1867 - 1885)
- Andreas Thiel † (1886 - 1908)
- Augustinus Bludau † (1909 - 1930)
- Maximilian Josef Johannes Kaller † (1930 - 1947)
  - Jan Hanowski † (1945) (vigário capitular)
  - Teodor Bensch † (1945 - 1951) (administrador apostólico)
  - Wojciech Zink † (1951 - 1953) (vigário geral do primaz, desde 1952 vigário capitular)
  - Stefan Biskupski † (1953 - 1956) (vigário capitular)
  - Tomasz Wilczyński † (1956 - 1965) (bispo de Olsztyn)
  - Józef Drzazga † (1965 - 1972) (vigário capitular, desde 1967 administrador apostólico)
- Józef Drzazga † (1972 - 1978)
- Józef Glemp † (1979 - 1981)
- Jan Władysław Oblak † (1982 - 1988)
- Edmund Michał Piszcz (1988 - 1992)

### Arcebispos
- Edmund Michał Piszcz (1992 - 2006)
- Wojciech Ziemba (2006-2016)
- Józef Gorzynski (desde 2016)

### Vigários capitulares e visitadores apostólicos residentes na Alemanha
- Artur Kather † (1947 - 1957) (vigário capitular)
- Paul Werner Hoppe † (vigário capitular desde 1957 e desde 1972 visitador apostólico - 1975)
- Johannes Schwalke † (1975 - 2000) (visitador apostólico)
- Lothar Schlegel (desde 2000) (visitador apostólico)